# 瘦擬盔魚
瘦擬盔魚，為輻鰭魚綱鱸形目隆頭魚亞目隆頭魚科的其中一種，分布於東印度洋的安達曼群島海域，棲息深度10-25公尺，體長可達14公分，棲息在沙石底質、海草生長的海域，生活習性不明。

## 擴展閱讀
維基物種上的相關：瘦擬盔魚